# Sven de Caluwé
Pour les articles homonymes, voir de Caluwé.
 (octobre 2014).
Si vous disposez d'ouvrages ou d'articles de référence ou si vous connaissez des sites web de qualité traitant du thème abordé ici, merci de compléter l'article en donnant les références utiles à sa vérifiabilité et en les liant à la section « Notes et références ».
 (octobre 2014).
Sven de Caluwé, né le 4 janvier 1978 à Waregem en Belgique, est un musicien belge, principalement connu pour être le chanteur et leader du groupe de death metal Aborted.
En dehors d'Aborted, il officie aussi au sein des groupes Fetal Blood Eagle et Coffin Feeder. De 2008 à 2014, il a fait partie du groupe de death metal mélodique System Divide avec son ex-femme Miri Milman. Enfin, il est également designer chez Avernus Studios, un studio de graphisme qui crée tous types de design et des sites pour entreprise, et directeur artistique chez Dropico Media Inc.

## Carrière
Leader du groupe Aborted qu'il a créé en 1995, il est celui qui lui donne son orientation. Il a également officié dans de nombreux autres groupes, soit en tant que chanteur soit en tant que batteur, comme Anal Torture, In Quest, Leng Tch'e, They:Swarm, Whorecore ainsi que quelques apparitions en guest dans des albums de groupe comme Benighted, Augury, Nibirus, Anima, Distored, Emeth, Koldborn, Welkin, Crimson Falls, Bloodshot Dawn. En dehors d'Aborted, il fait partie du groupe de death metal mélodique System Divide de 2008 à 2014, où son chant guttural est mélangé avec le chant clair de son ex-femme Miri Milman. Le groupe est dissous après le divorce de Sven et Miri mais a depuis été reformé par Miri sans Sven (en 2020). On le retrouve aussi dans Bent Sea avec Dirk Verbeuren.
Il a également réalisé quelques pochettes d'album pour Aborted, Augury, As You Drown, Defloration, Edgend, Fearer, Immolation, Leng Tch's, Mors Principium Est, Neuraxis, Severe Torture, Sybreed, System Divide, The Amenta, Vile, Waylander

## Paroles et thèmes abordés
Sven de Caluwé écrit la majorité des paroles d'Aborted, les principaux thèmes abordés sont la mort, la violence, les tueurs en série, et plus récemment la religion. Ayant travaillé dans une Université vétérinaire avec des médecins et ayant vu pas mal d’autopsies, les paroles d'Aborted comportent de nombreuses références médicales.

## Influences
Les principales influences de Sven sont des groupes comme Suffocation, Entombed, Slayer, Nasum, Dismember, Carcass mais aussi des vieux films d'horreur comme les films Hellraiser et les Re-animator

## Discographie

### Avec Aborted
- 1998 : The Necrotorous Chronicles (EP)
- 1998 : The Splat Pack (EP)
- 1999 : The Purity Of Perversion
- 2000 : Aborted (split CD avec Christ Denied)
- 2001 : Engineering The Dead
- 2002 : Created To Kill (Split CD avec Drowning, Brodequin et Misery Index)
- 2003 : Goremageddon - The Saw And The Carnage Done
- 2004 : The Haematobic (EP)
- 2005 : The Archaic Abattoir
- 2007 : Slaughter & Apparatus: A Methodical Overture
- 2008 : Strychnine.213
- 2010 : Coronary Reconstruction (EP)
- 2012 : Global Flatline
- 2014 : The Necrotic Manifesto
- 2016 : Retrogore
- 2018 : Terrorvision
- 2021 : ManiaCult

### Avec Anal Torture (en tant que batteur)
- 2001 : Shit Pifter (EP)

### Avec In-Quest (en tant que chanteur)
- 2003 : Destination : Pyroclasm (EP)
- 2004 : Epileptic

### Avec Leng Tch'e
- 2002 : Death by a Thousand Cuts (Batterie + Additionnal Vocal)
- 2002 : Pain is Weakness Leaving The Body/Razorgrind (Split)(Batterie)
- 2003 : ManMadePredator (Batterie)
- 2005 : The Process Of Elimination (Batterie)
- 2007 : Marasmus (Batterie + Vocal)

### Avec They:Swarm
- 2008 : The Mundane Corruption (EP)(Vocal)

### Avec Whorecore
- Vocal de 2007 à 2008